# Die Frau ohne Schatten
Die Frau ohne Schatten (La dona sense ombra) és una òpera en tres actes, amb música de Richard Strauss i llibret del seu col·laborador durant anys, el poeta Hugo von Hofmannsthal. En l'estrena de l'obra a Viena, l'any 1919, dirigida per Franz Schalk, tant la crítica com el públic la van acollir fredament, sobretot pel que feia al llibret de Hofmannsthal, complicat i carregat de simbolisme. Avui dia, és considerada com una de les òperes més aconseguides de Strauss, tot i que no es representa gaire sovint.